# Römische Erziehung

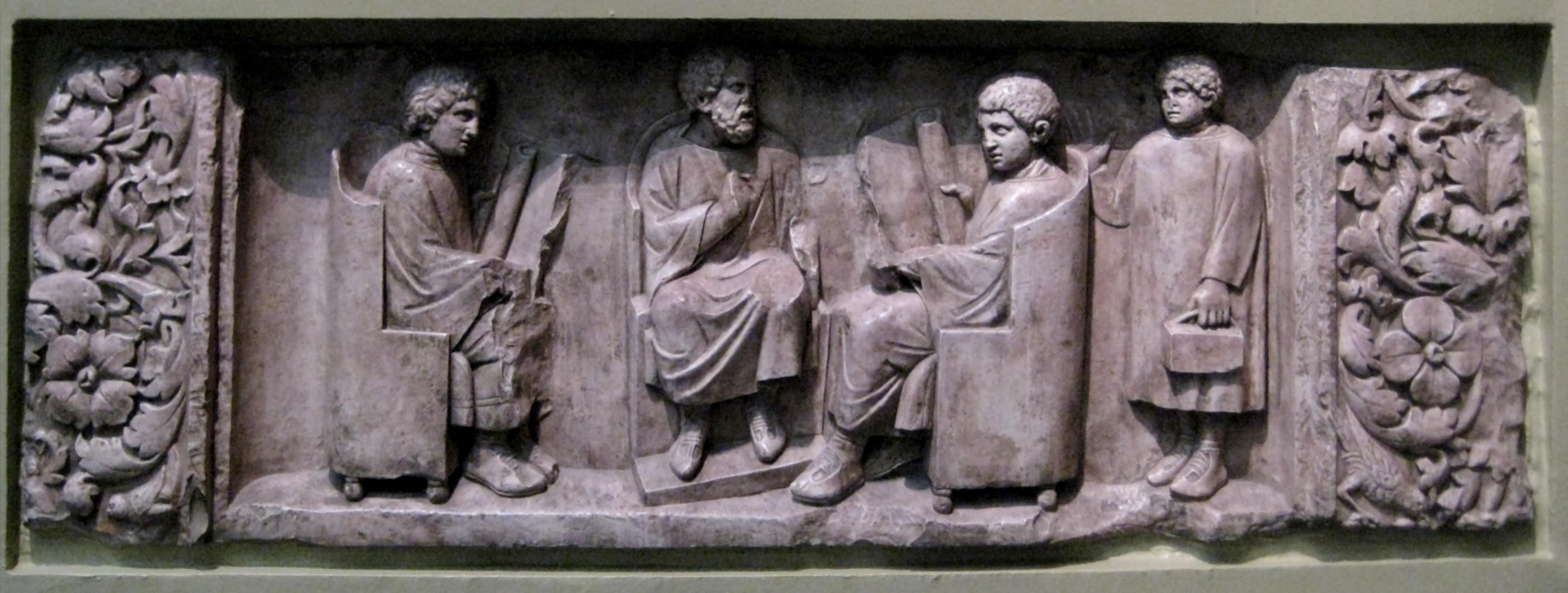
Römische Schulszene auf einem Grabrelief aus Neumagen, bei Trier (ca. 180–185 n. Chr.). Rheinisches Landesmuseum Trier.

Der Begriff römische Erziehung umfasst die Gesamtheit der römischen Bildungs- und Erziehungsweisen sowie seiner Einrichtungen.

## Altrömische Erziehung
Die altrömische Erziehung umfasste nur die von den Etruskern übernommene Elementarschule. Livius behauptet ihr Vorhandensein ab dem 5./4. Jh. v. Chr. Die höheren Schulformen begannen frühstens ab der 2. Hälfte des 3. Jh. v. Chr.
Die Römer verdienten anfangs ihren Lebensunterhalt hauptsächlich durch Ackerbau und Tierzucht. Die Erziehung fand in der Familie statt. In den jungen Jahren der Kinder lernten sie Bräuche, Sitten und Normen der Gesellschaft unter der Obhut der Mutter. Mädchen blieben, auch wenn sie älter wurden, bei der Mutter und verrichteten häusliche Arbeiten. Die Erziehung der Söhne ging mit etwa 7 Jahren auf den Vater über, der sie praktische Dinge lehrte, die wichtig für Bauern waren.
Mit etwa 16 Jahren legte der Jugendliche die toga virilis (toga des Mannes) an, was mit einer feierlichen Zeremonie gefeiert wurde, und trug sich in die Bürgerliste ein, womit die Erziehung in der Familie endete.

## Griechisch beeinflusste Erziehung
Im Laufe des zweiten Jahrhunderts v. Chr., nach den Punischen Kriegen, stieg Rom zur Welt- und Handelsmacht auf. Die Römer kamen so in Kontakt mit der griechischen Kultur und übernahmen große Teile ihrer Kultur. Als Folge davon richtete sich das römische Schulsystem nach dem griechischen aus, was auch zu Widerstand in den konservativeren Kreisen führte. Kinder erhielten eine Ausbildung, die ihnen griechische Lehrer gaben, die als Sklaven oder Zugezogene nach Rom gekommen waren. Manche gründeten auch öffentliche Schulen, wobei öffentlich nicht staatlich heißt, sondern dass jeder zum Lehren fähige Mann eine Schule gründen und jedes Kind, das Schulgeld bezahlen konnte, sie besuchen konnte.
Wie die griechische Schule war auch die römische dreigeteilt in:
- Ludus litterarius (Grund-/ Elementarschule)
- Unterricht beim Grammaticus (Grammatik-/ Literaturschule)
- Unterricht beim Rhetor

## Ludus litterarius

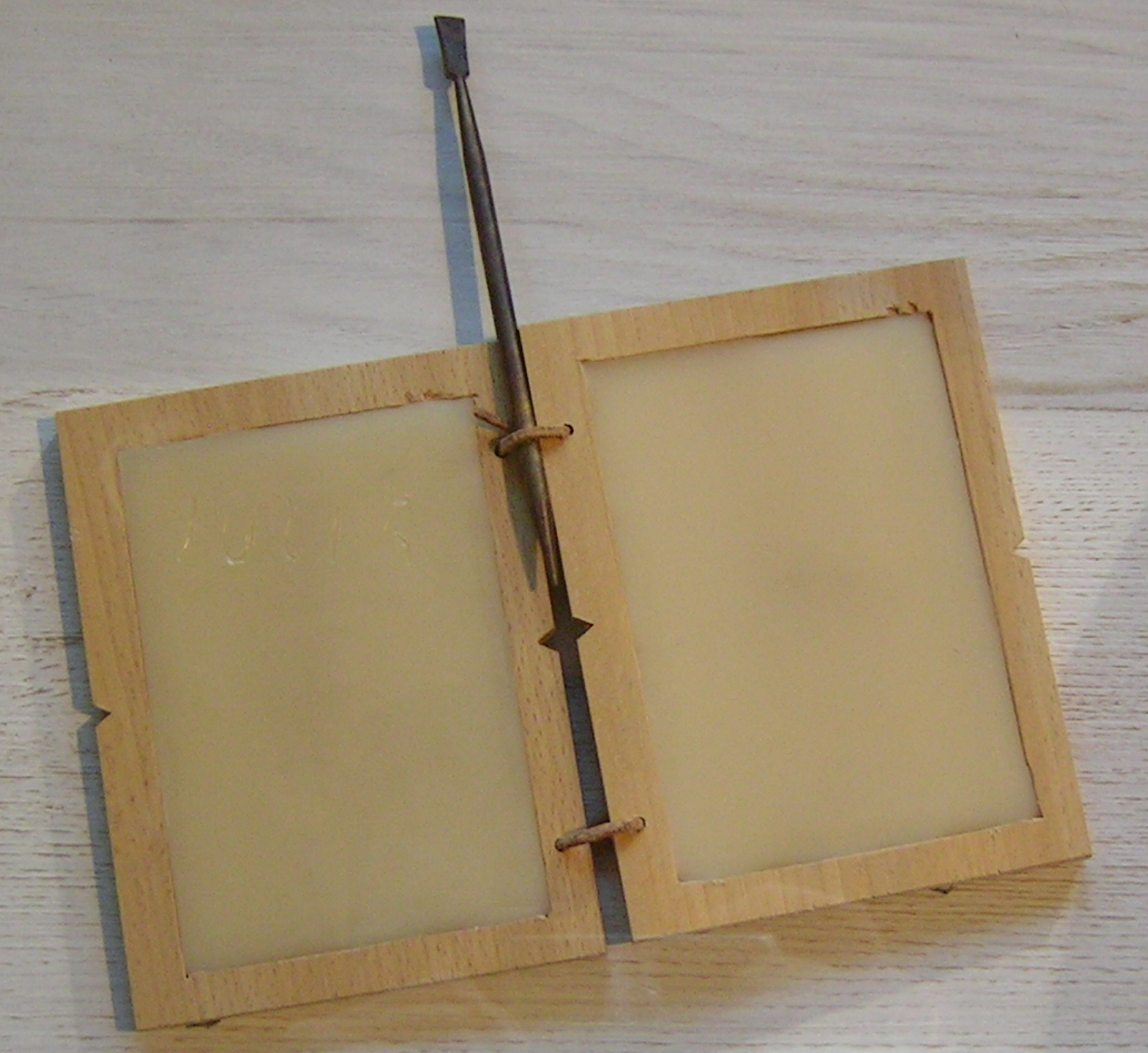
Wachstafel mit stilus.

Die Elementarschule besuchten Jungen und Mädchen im Alter von 7 bis 11 Jahren. Der magister ludi lehrte sie Lesen und Schreiben, der calculator die Grundkenntnisse des Rechnens. Der calculator besaß ein höheres Ansehen und wurde besser bezahlt. In Diokletians Höchstpreisedikt war der Lohn für den litterarius auf 50 Denare, der des calcularius auf 75 Denare pro Kind und Monat festgesetzt. Da die Lehrer häufig Sklaven oder Freigelassene waren, genossen sie kaum Ansehen und verdienten nur wenig, weshalb sie sich häufig noch einen Nebenverdienst suchen mussten.
Der Unterricht war lehrerzentriert und sehr theoretisch. Kinder mussten sich passiv verhalten, Lernen durch Nachahmung wurde großgeschrieben. Körperliche Züchtigung war üblich, man verwendete hierfür eine Knute oder einen Stock. So war „manum ferulae subducere, die Hand unter der Rute wegziehen“ ein euphemistisches Synonym für „in die Schule gehen“. Zuerst wurden Buchstaben gelehrt, dann Silben, später ganze Wörter. Daher nannte man sie abecedarii, syllabirii (Schüler, die Silben lesen) oder nominarii (Schüler, die schon Wörter lesen). Auch lernten Schüler, um das Gedächtnis zu fördern, Texte auswendig. Die Texte hatten häufig moralische und patriotische Inhalte.
Der Unterricht begann im Sommer bei Sonnenaufgang, im Winter noch in der Nacht, und dauerte bis zum späten Nachmittag, unterbrochen von einer kurzen Mittagspause.
Schulferien waren von Ende Juli bis Mitte Oktober. Ein Sklave, der paedagogus, begleitete den Schüler der wohlhabenden Familien, um ihn vor den Gefahren der Straße zu schützen. Auch musste er helfen, ihn zu erziehen und mit ihm den Unterrichtsstoff vertiefen.
Mit der Grundschule endete dann meist auch die Schulzeit der plebejischen Kinder.

## Unterricht beim Grammaticus
Im Alter von 12 bis 16 Jahren besuchten Jungen aus der Oberschicht die Grammatikschule. Anfänglich arbeiteten wohl Kriegsgefangene als grammaticus.
Der Lehrer, grammaticus, erhielt ein etwas höheres Einkommen als der magister ludi, genoss aber wie dieser kein großes Ansehen. Meistens waren es Griechen, da diese sich gut in der griechischen Sprache und Schrift auskannten. Die Unterrichtssprache war anfangs Griechisch, weil es kaum angemessene lateinische Literatur gab. Zur Zeit Augustus’ setzte sich jedoch Latein durch. Zuerst wandte man sich den grammatikalischen und metrischen Grundlagen zu. Dann wandte sich der Unterricht den vorliegenden griechischen Werken wie der Ilias und der Odyssee von Homer zu, später den Werken lateinischer Autoren wie Ennius, Cicero, Sallust, Vergil und Horaz. Damit verbunden waren Erklärungen des Stils und der Grammatik.
Die Arbeit am Text erfolgte durch den grammaticus in vier Stufen:
- emendatio = Textkritik: Da man in scriptio continua, also ohne Lücken zwischen den Wörtern schrieb, musste man den Text vor dem Lesen bearbeiten.
- praelectio = Vorlesen
- enarratio = Erklären, nach Form und Inhalt gegliedert
- iudicium = Beurteilung

Erst dann lasen die Schüler den Text vor und untersuchten ihn grammatikalisch.
Die moralische Auswertung stand im Vordergrund.
Daneben wurden auch Aspekte der Poetik, Literaturgeschichte, Mythologie, Philosophie, Geschichte, Geographie und anderer Themen behandelt. Diese wurden aber nur als Teil der Lektüre betrachtet. Auch die Grundbausteine der Rhetorik wurden teilweise unterrichtet, obwohl die Rhetorik erst in der Rhetoren-Schule ausführlich besprochen wurde. Das Ziel war eine umfassende Allgemeinbildung, wobei naturwissenschaftliche Fächer nicht dazu zählten.
In Aufsätzen arbeiteten die Schüler zum ersten Mal selbstständig. Sie verfassten beispielsweise kurze Texte, mussten möglichst wortgetreu nacherzählen oder erörterten Aussprüche berühmter Persönlichkeiten.

## Unterricht beim Rhetor
In die Rhetoren-Schule gingen junge Männer im Alter von 16 bis 20 Jahren. Sie gehörten der römischen Oberschicht an, da diese Einrichtung viel Schulgeld kostete. Für den Beruf spielte sowohl in der politischen, als auch in der juristischen und militärischen Laufbahn Rhetorik, auch hier war das meiste von den Griechen übernommen, eine ungemein große Rolle. Ein Rhetor lehrte die Schüler Redekunst, Philosophie und Rechtslehre. Der Lehrer genoss höheres Ansehen als die anderer Schulen und bezog ein mäßiges Gehalt; wenn es sich um einen berühmten Politiker oder Persönlichkeit handelte, steigerte sich dieses erheblich.
Teilgebiete des Unterrichts waren:
- Einführung in die Theorie
- Studium der Vorbilder
- Vorbereitende Übungen
- Deklamationen

Die Stufen bei der Vorbereitung einer Rede waren:
- inventio = Stofffindung
- dispositio = Gliederung
- elocutio = Ausformulierung
- memoria = Auswendiglernen
- actio = Halten der Rede

Die an die Schüler gestellten Aufgaben waren beispielsweise eine Rede für oder gegen einen Angeklagten zu halten. Dies waren oft konstruierte Fälle, wie folgender:
Laut einem Gesetz hat eine vergewaltigte Frau zwischen der Todesstrafe für ihren Vergewaltiger und der Heirat mit ihm ohne Mitgift zu wählen. Ein Mann tut in derselben Nacht zwei Frauen Gewalt an. Die eine fordert den Tod, die andere will ihn heiraten.
Für Söhne patrizischer Familien war ein politisches Lehrjahr üblich, das tirocinium fori, in dem sie von einem Freund der Familie oder vom Vater selbst in das römische Recht, die Geschichte, die Politik und in die Rhetorik eingeführt wurden. Zusätzlich dazu leisteten sie Militärdienst ab, damit sie Disziplin lernten und ausgebildet wurden, selber zu befehlen und zu führen.
Erziehung diente nicht nur der Vermittlung von Wissen, sondern auch von ethischen Werten wie Gehorsamkeit, Bescheidenheit, Beständigkeit, Disziplin, Tapferkeit und der Tugend (Virtus), dabei spielte das Beispiel der Vorfahren und Älteren eine größere Rolle. Die naturwissenschaftliche Bildung stand dagegen im Hintergrund.

## Schulgeld und Lehrergehälter
| Lateinischer Begriff           | Deutscher Begriff                                          | Lohn in denarii   |
| ------------------------------ | ---------------------------------------------------------- | ----------------- |
| paedagogus                     | Pädagoge                                                   | 50/Kind/Monat     |
| magister institutori literarum | Elementarschullehrer                                       | 50/Kind/Monat     |
| calculator                     | Arithmetik-Lehrer                                          | 75/Kind/Monat     |
| grammaticus                    | Grammatik-Schullehrer für Latein, Griechisch und Geometrie | 200/Schüler/Monat |
| orator                         | Rhetoriklehrer                                             | 250/Schüler/Monat |
| librarius                      | Lehrer des Manuskript-Schreibens                           | 55/Schüler/Monat  |

## Sonstiges
Es gab in Rom nie eine Schulpflicht, stattdessen war der Schulbesuch immer freiwillig.
Die Bildung war stark vom elterlichen Einkommen abhängig, da erst in der Kaiserzeit staatliche Schulen gegründet wurden, die dann auch für Propagandazwecke eingesetzt wurden.
Nach der Rhetorikschule schloss sich oft ein Aufenthalt in Griechenland an, meistens in Athen.
Im Gegensatz zum griechischen Schulsystem hatten Kunst, Musik und Schulsport keine große Bedeutung, stattdessen mussten Kinder vor allem Lesen und Schreiben können.